# مقاطعة إيران شهر
مقاطعه إيرانشهر هي إحدى مقاطعات محافظة سيستان وبلوشستان في إيران . مركز هذه المدينة هو إيرانشهر .

## سكان
بحسب التعداد السكاني لعام 2016، بلغ عدد سكان هذه المدينة 193,757 نسمة.

## أقسام البلاد
تنقسم مدينة إيرانشهر إلى 3 أقسام و 6 قرى ومدينتين على النحو التالي :

### مدينة إيرانشهر
| الجزء            | مركز القسم       | سكان القطاع 1395 | اسم القرية       | وسط القرية     | عدد سكان القرية 1395 | مدينة            | عدد سكان المدينة 1395 |
| ---------------- | ---------------- | ---------------- | ---------------- | -------------- | -------------------- | ---------------- | --------------------- |
| وسط              | إيرانشهر         | 170.536 شخص      | الضواحي          | شهردراز        | 46,162 شخص           | إيرانشهر         | 113,750 شخص           |
| وسط              | إيرانشهر         | 170.536 شخص      | ابتار            | ابتار          | 10,624 شخص           | إيرانشهر         | 113,750 شخص           |
| في الوقت المناسب | في الوقت المناسب | 11827 شخص        | في الوقت المناسب | جيمان          | 5014 شخص             | في الوقت المناسب | 5,192 شخص             |
| في الوقت المناسب | في الوقت المناسب | 11827 شخص        | رئيس المياه      | مسجد ابو الفضل | 1,621 شخص            | في الوقت المناسب | 5,192 شخص             |
| جيبة             | زحلانفان         | 11392 شخص        | عبادان           | عبادان         | 6,026 شخص            | **************** | ****************      |
| جيبة             | زحلانفان         | 11392 شخص        | جيبة             | أعمى أقل       | 5,366 شخص            | **************** | ****************      |

## اللغة والدين
سكان مدينة إيرانشهر هم من البلوش ويتحدثون اللغة البلوشية، وفي هذه المدينة 85-90% من السكان هم من السنة و10-15% من سكان هذه المدينة هم من الشيعة البلوش. يعيش معظم الشيعة البلوش في مدينة إيرانشهر و قسم بزمان.